# Зіссельн
Зіссельн (нім. Sisseln) — громада  в Швейцарії в кантоні Ааргау, округ Лауфенбург.

## Географія
Громада розташована на відстані близько 80 км на північний схід від Берна, 19 км на північ від Аарау.
Зіссельн має площу 2,5 км², з яких на 34,5% дозволяється будівництво (житлове та будівництво доріг), 31,4% використовуються в сільськогосподарських цілях, 19,4% зайнято лісами, 14,7% не є продуктивними (річки, льодовики або гори).

## Демографія
2019 року в громаді мешкало 1601 особа (+12,4% порівняно з 2010 роком), іноземців було 27,5%. Густота населення становила 635 осіб/км².
За віковим діапазоном населення розподілялося таким чином: 19,6% — особи молодші 20 років, 64,9% — особи у віці 20—64 років, 15,6% — особи у віці 65 років та старші. Було 696 помешкань (у середньому 2,3 особи в помешканні).
Із загальної кількості 1117 працюючих 5 було зайнятих в первинному секторі, 862 — в обробній промисловості, 250 — в галузі послуг.